# Homalomena kalkmanii
Homalomena kalkmanii är en kallaväxtart som beskrevs av Alistair Hay. Homalomena kalkmanii ingår i släktet Homalomena och familjen kallaväxter. Inga underarter finns listade.